# Aeroporto de Diu
O Aeroporto de Diu (IATA: DIU, ICAO: VA1P) está localizado em Diu no território da União de Dadrá e Nagar Aveli e Damão e Diu, na Índia. Ele foi construído em 1954, quando Diu fazia parte da Índia Portuguesa.
A empresa TAIP, ligava Diu com Goa, Damão e Carachi até dezembro de 1961 quando a Força Aérea Indiana bombardeou a pista.
Além de Diu, o aerporto também serve as áreas vizinhas do estado do Guzarate, incluindo Veraval e Jafrabad.

## Companhias aéreas e destinos
| Linhas aéreas | Destinos  |
| ------------- | --------- |
| Air Deccan    | Ahmedabad |
| Alliance Air  | Bombaim   |

## Imagens

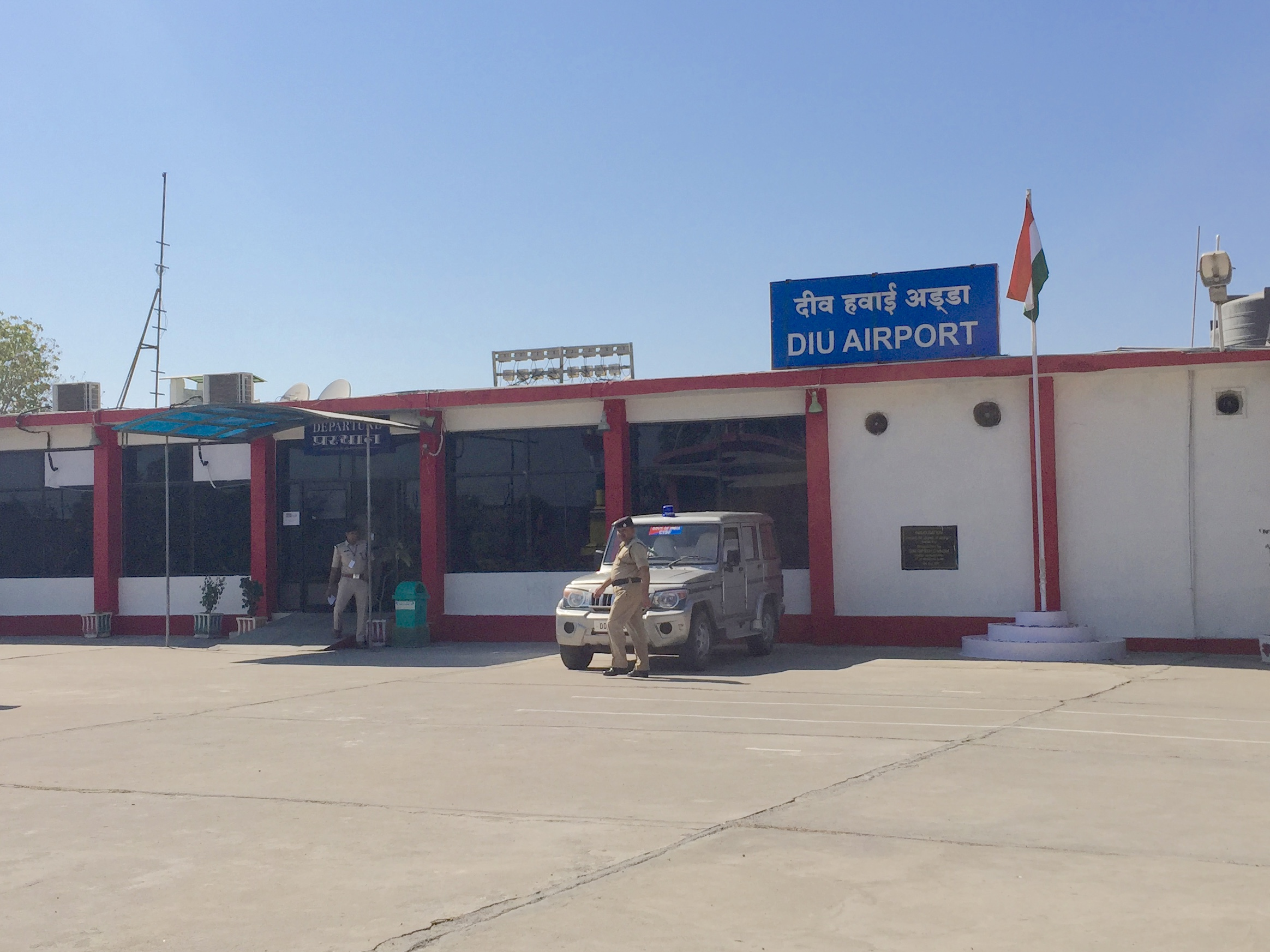
Terminal do Aeroporto de Diu.

1. 1 2 3  «Diu Airport». Consultado em 28 de maio de 2020
2. ↑  «General Vasssalo e Silva». Consultado em 2 de novembro de 2011. Cópia arquivada em 15 de maio de 2012
3. ↑  «Dabolim and TAIP». Consultado em 1 de novembro de 2011. Cópia arquivada em 27 de setembro de 2011
4. ↑  «Liberation of Goa – An Overview». Consultado em 2 de novembro de 2011. Cópia arquivada em 12 de janeiro de 2012
5. ↑  «Air Deccan flight schedule». Air Deccan. Consultado em 4 de janeiro de 2020
6. ↑  «Air India Rejigs Domestic Flight Operations for Winter». NDTV. Consultado em 4 de janeiro de 2020

## Ligações Externas
- Diu Airport at AAI